# Talitha Sluman
Talitha Sluman (Alkmaar, 18 juni 2007) is een Nederlands schermer. Zij komt uit op het wapen floret en werd o.a. met haar team Nederlands Kampioen in seizoen 2023-2024.

## Biografie
Sluman werd geboren en groeide op in Alkmaar. Net als haar vier jaar oudere broer die ook schermde werd zij lid van de schermvereniging HollandSchermen en kreeg les van maître Jeroen Divendal en coach Marijn de Jong. Al snel nam ze deel aan nationale en internationale jeugdtoernooien. In 2018 werd ze Nederlands jeugdkampioen in de categorie dames floret U12 (onder 12 jaar oud) en in 2021 werd ze Nederlands jeugdkampioen in de categorie dames floret U14.
In 2021/2022 kwalificeerde ze zich voor de Europese jeugdkampioenschappen die echter niet doorgingen in verband met de coronapandemie. In 2022 werd ze genomineerd in de categorie sporttalent van het jaar van gemeente Alkmaar. Met haar clubteam werd ze in 2022 en 2024 genomineerd als sportploeg van het jaar.
In 2023 en 2024 nam ze deel aan de Europese Jeugdkampioenschappen in Tallinn en Napels. In 2024 behaalde ze een 67e plaats bij de junioren (U20) individueel en met het U17 team een 11e plaats. In 2024 nam ze tevens deel aan de WK voor de jeugd in Riyad, Saudi-Arabië waar ze individueel plaats 111 bereikte (U20) en met haar clubteam 27e werd. In 2024 behaalde Sluman in Parijs tijdens de Marathon Fleuret Challenge CEP de eerste plaats bij de Cadetten (U17). Hetzelfde jaar werd ze met het eerste team van HollandSchermen Nederlands kampioen.
In 2025 werd ze met het eerste team van HollandSchermen Nederlands kampioen. en werd ze tevens Nederlands kampioen op het NK 2025 individueel in de categorie dames floret senioren.

## Resultaten

### Nederlandse kampioenschappen
Sluman is sinds 2020 actief op de Nederlandse Kampioenschappen bij de senioren:
| Jaar | Individueel | Team      |
| ---- | ----------- | --------- |
| 2020 | 11e plaats  |           |
| 2021 | 12e plaats  |           |
| 2022 | 8e plaats   | 2e plaats |
| 2023 | 3e plaats   | 2e plaats |
| 2024 | 5e plaats   | 1e plaats |
| 2025 | 1e plaats   | 1e plaats |

## Meer lezen
- Kaandorp, Robin, "Schermen is manier van leven geworden voor Alkmaarse EK-gangers Talitha Sluman en Jonas Moerbeek", Noordhollands Dagblad, 19 februari 2023.